# I Do Not Want What I Haven't Got
Albums de Sinéad O'Connor
The Lion and the Cobra
(1987) Am I Not Your Girl ?
(1992)
I Do Not Want What I Haven't Got est le deuxième album studio de Sinéad O'Connor, sorti en 1990. 

## L'album
Il contient l'immense succès international Nothing Compares 2 U et le titre The Emperor's New Clothes qui prennent la tête du Billboard et est l'album le plus vendu de l'année 1990, prenant la première place des charts aux États-Unis (double disque de platine), au Canada (5 fois disque de platine), au Royaume-Uni (double disque de platine), en Suisse ou encore en Autriche. Nommé pour quatre Grammy Awards en 1991, il reçoit celui de la meilleure performance de rock alternatif. Rolling Stone le classe à la 406e place de son classement des 500 meilleurs albums de tous les temps. Il fait partie des 1001 albums qu'il faut avoir écoutés dans sa vie. 

### Titres
Tous les titres sont de Sinéad O'Connor, sauf mentions. 
1. Feel So Different (6:47)
2. I Am Stretched on Your Grave (Franck O'Connor, Philip King) (5:33)
3. Three Babies (4:47)
4. The Emperor's New Clothes (5:16)
5. Black Boys on Mopeds (3:53)
6. Nothing Compares 2 U (Prince) (5:10)
7. Jump in the River (O'Connor, Marco Pirroni) (4:12)
8. You Cause as Much Sorrow (5:04)
9. The Last Day of Our Acquaintance (4:40)
10. I Do Not Want What I Haven't Got (5:47)

### Musiciens
Crédits adaptés des notes de pochette de l'album. 
- Sinéad O'Connor – chant, guitare acoustique, guitare électrique, claviers, programmation, arrangements, production, arrangements des cordes
- Marco Pirroni - guitare sur The Emperor's New Clothes
- David Munday – guitare acoustique et piano sur You Cause As Much Sorrow
- Andy Rourke – basse sur The Emperor's New Clothes, Jump in the River et You Cause As Much Sorrow, guitare acoustique sur Jump in the River
- Jah Wobble - basse sur The Last Day of Our Acquaintance
- Kieran Kiely – claviers, accordéon, piano
- Steve Wickham – violon sur I Am Stretched on Your Grave
- Les Muses - chœurs
- Philip King – chœurs, arrangements
- Nick Ingman – chef d'orchestre, directeur d'orchestre, arrangement des cordes sur Feel So Different
- Karl Wallinger – arrangements
- John Reynolds - batterie et percussions sur The Emperor's New Clothes, You Cause As Much Sorrow et The Last Day of Our Acquaintance

Technique
- Nellee Hooper – coproducteur de Nothing Compare 2 U
- Chris Birkett, Sean Devitt – ingénieurs
- Dave Hoffman, Dominique Le Rigoleur – photographie
- John Maybury – conception de la couverture